# باربارا رولز
باربارا رولز (انگلیسی: Barbara Roles؛ زادهٔ ۶ آوریل ۱۹۴۱) اسکیت‌باز نمایشی اهل ایالات متحده آمریکا است.